# Казалето Ваприо
Казалѐто Ва̀прио (на италиански: Casaletto Vaprio, на местен диалект: Casalèt, Казалет) е село и община в Северна Италия, провинция Кремона, регион Ломбардия. Разположено е на 87 m надморска височина. Населението на общината е 1761 души (към 2017 г.).